# Ian Mitchell (voetballer)
Ian Mitchell (9 mei 1946 - 2 april 1996) was een Schots voetballer die als aanvaller speelde. Hij speelde 236 wedstrijden voor Dundee United FC in de periode van 1962 en 1970 en ook 1971 en 1973. 
Mitchell speelde ook voor Newcastle United, Falkirk en Brechin City. 